# Hokkaido Consadole Sapporo
Hokkaido Consadole Sapporo (jap. 北海道コンサドーレ札幌 Hokkaidō Konsadōre Sapporo) – japoński klub piłkarski grający obecnie w J1 League, mający siedzibę w mieście Sapporo na wyspie Hokkaido.

## Historia
Klub został założony w 1935 w mieście Kawasaki jako Toshiba Horikawa Town Soccer Club. W 1978 awansował do Japan Soccer League Division 2. W 1980 została przyjęta nowa nazwa klubu piłkarskiego Toshiba Soccer Club. W 1989 awansowali do Japan Soccer League Division 1. W styczniu 1995 powstaje Sapporo SJ Club. W lutym 1995 klub zaczyna działać na Toshibie. W marcu 1996 nowa nazwa klubu to Consadole Sapporo. W kwietniu 1996 założona została spółka operacyjna Hokkaido Football Club Co., Ltd. W 1997 awansowali do J1 League. W 1999 spadli do J2 League. W 2001 awans do J1 League. W 2003 spadek do J2 League. We wrześniu 2004 klub otworzył szkołę sportową w Fu dla uczniów szkół podstawowych i gimnazjów. W 2008 awans do J1 League. W lipcu 2008 klub otrzymuje 2 miliony jenów od zwolenniczki z Sapporo. W 2009 spadek do J2 League. W 2012 awans do J1 League. W grudniu 2012 otrzymali nagrodę J League Awards dla najlepszego klubu szkoleniowego. W 2013 spadek do J2 League. W grudniu 2014 ogłoszono utworzenie kobiecej drużyny piłkarskiej. W marcu 2016 podpisano umowę ze strategicznym partnerem biznesowym klubu z Hokkaido DY Media Partners i przyjął nową nazwę Hokkaido Consadole Sapporo. W 2017 awans do J1 League. W kwietniu 2017 uruchomiono zespół badmintona. W styczniu 2018 Mihailo Petrović zostaje nowym trenerem klubu. W sierpniu 2018 utworzono zespół curlingu.

## Sukcesy
Toshiba Soccer Club
- Zwycięzca J2 League: 1979, 1988–89
- Zwycięzca JSL Cup: 1981

Consadole Sapporo
- Zwycięzca Japan Football League: 1997
- Zwycięzca J2 League: 2000, 2007

Hokkaido Consadole Sapporo
- Zwycięzca J2 League: 2016
- Zdobywca drugiego miejsca Pucharu Ligi Japońskiej: 2019

## Piłkarze

### Obecny skład
Stan na 26 grudnia 2019
| Nr | Poz. | Piłkarz                                   |
| -- | ---- | ----------------------------------------- |
| 1  | BR   | Takanori Sugeno (wyp. z Kyoto Sanga F.C.) |
| 2  | OB   | Naoki Ishikawa                            |
| 3  | OB   | Ryosuke Shindo                            |
| 4  | OB   | Daiki Suga                                |
| 5  | OB   | Akito Fukumori                            |
| 7  | NA   | Lucas Fernandes (wyp. z Fluminense FC)    |
| 8  | PO   | Kazuki Fukai                              |
| 9  | NA   | Musashi Suzuki                            |
| 10 | PO   | Hiroki Miyazawa (kapitan)                 |
| 11 | NA   | Anderson Lopes                            |
| 13 | NA   | Yuto Iwasaki                              |
| 14 | PO   | Yoshiaki Komai                            |
| 15 | OB   | Taiyo Hama                                |
| 16 | NA   | Ren Fujimura                              |
| 17 | PO   | Riku Danzaki                              |

| Nr | Poz. | Piłkarz              |
| -- | ---- | -------------------- |
| 18 | PO   | Chanathip Songkrasin |
| 19 | PO   | Kosuke Shirai        |
| 20 | OB   | Kim Min-tae          |
| 21 | BR   | Shunta Awaka         |
| 23 | PO   | Yoshihiro Nakano     |
| 25 | BR   | Gu Sung-yun          |
| 26 | OB   | Ryōta Hayasaka       |
| 27 | PO   | Takuma Arano         |
| 30 | PO   | Takuro Kaneko        |
| 31 | PO   | Tomoki Takamine      |
| 32 | OB   | Shunta Tanaka        |
| 40 | PO   | Yohei Homma          |
| 41 | BR   | Toi Yamamoto         |
| 42 | NA   | Ren Yamato           |
| 48 | NA   | Jay Bothroyd         |

## Sojusze klubowe
Od 2013 Hokkaido Consadole Sapporo współpracuje z zagranicznymi klubami, głównie z Azji Południowo-Wschodniej. Sojusz ten stanowi ważną część promocji Hokkaido, a także wymianę między drużynami, np. transfer zawodników na określony czas i akceptację stażystów, w tym akademii. Kluby: Sint-Truidense VV (Belgia), Johor Darul Takzim FC (Malezja), Arema FC (Indonezja), CLB Long An (Wietnam) i Khon Kaen FC (Tajlandia).